# Valkyria Chronicles
Valkyria Chronicles, conhecido no Japão como Battlefield Valkyria: Gallian Chronicles, é um jogo de estratégia por turnos produzido pela Sega. O jogo foi lançado no Japão no dia 24 de abril de 2008. A versão europeia foi lançada no dia 31 de outubro de 2008, antes da versão americana, lançada no dia 4 de novembro de 2008. Uma versão para Windows foi lançada em 11 de novembro de 2014  através do site de distribuição digital Steam.

## Recepção
Valkyria Chronicles foi muito bem recebido pelas críticas. Enquanto o jogo vendeu 77 mil cópias na semana de lançamento no Japão, vendeu apenas 33 mil cópias nos Estados Unidos durante o mês de novembro de 2008. Foi o 93º jogo mais vendido no Japão em 2008, vendendo 141,589 cópias. porém como o jogo não possuia um divulgação tão agressiva na mídia não obteve muito sucesso.
O site IGN incluiu o jogo na posição de número 77 no ranking dos "100 melhores RPGs de todos os tempos" (Top 100 RPGs of All Time).

### Prêmios
- GameFan - ganhou o prêmio de "Melhor Jogo para PS3" e "Jogo do Ano".[7]
- GameSpot - ganhou o prêmio de "Melhores Gráficos".[8]
- GameSpy - ganhou o prêmio de "Melhor Trilha Sonora"[9] e "Melhor Jogo de Estratégia".[10]
- IGN - ganhou o prêmio de "Melhor Jogo de Estratégia".[11]
- VG Chartz - ganhou o prêmio de "Melhor Jogo de RPG Japonês",[12] "Melhor Jogo de Estratégia"[13] e "Melhor Jogo que Ninguém Jogou".[14]